# Саловка (Покрово-Березовский сельсовет)
Саловка — железнодорожная станция (населённый пункт) в Пензенском районе Пензенской области России. Входит в состав Покрово-Березовского сельсовета.

## География
Станция находится в центральной части Пензенской области, в пределах Приволжской возвышенности, в лесостепной зоне, при железнодорожной линии Ртищево — Пенза, на расстоянии примерно 20 км (по прямой) к западу-юго-западу от села Кондоль, административного центра района. Абсолютная высота — 237 м над уровнем моря.

### Климат
Климат характеризуется как умеренно континентальный, с умеренно холодной продолжительной зимой и относительно тёплым летом. Средняя температура воздуха самого тёплого месяца (июля) — 18,8 °C (абсолютный максимум — 40 °C); самого холодного (января) — −13 — −12 °C (абсолютный минимум — −47 °C). Безморозный период длится от 117 до 133 дней. Среднегодовое количество атмосферных осадков варьируется от 467 до 604 мм, из которых большая часть выпадает в тёплый период.

### Часовой пояс
Железнодорожная станция Саловка, как и вся Пензенская область, находится в часовой зоне МСК (московское время). Смещение применяемого времени относительно UTC составляет +3:00.

## Население
| 1911 | 1926 | 1939 | 1959  | 1979 | 1989 | 2002 |
| ---- | ---- | ---- | ----- | ---- | ---- | ---- |
| 79   | ↗416 | ↗700 | ↗1314 | ↘807 | ↘629 | ↘516 |
| 2010 |      |      |       |      |      |      |
| ↘371 |      |      |       |      |      |      |

### Национальный состав
Согласно результатам переписи 2002 года, в национальной структуре населения русские составляли 86 % из 516 чел.